# Saint-Sulpice-de-Roumagnac
Saint-Sulpice-de-Roumagnac település Franciaországban, Dordogne megyében. Lakosainak száma 283 fő (2022. január 1.). Saint-Sulpice-de-Roumagnac Saint-Pardoux-de-Drône, Saint-Vincent-de-Connezac, Segonzac, Chantérac, Siorac-de-Ribérac és Saint-Martin-de-Ribérac községekkel határos.

## Népesség
A település népessége az elmúlt években az alábbi módon változott:
| Lakosok száma | 305  | 242  | 232  | 217  | 251  | 270  | 279  | 283  | 282  | 283  |
|               | 1968 | 1982 | 1990 | 2006 | 2013 | 2015 | 2017 | 2019 | 2020 | 2022 |